# Widowiska w ogóle uważane
Widowiska w ogóle uważane – szkic Cypriana Kamila Norwida z 1852 na temat dramatu od starożytności do XVI wieku.

## O szkicu
Szkic historii dramatu u ludów starożytnych i chrześcijańskich nakreślił Norwid na podstawie niezidentyfikowanej francuskiej książki dla warszawskiego znajomego Józefa Komorowskiego, pierwszego amanta sceny warszawskiej, który przebywał krótko w Paryżu po połowie sierpnia 1852, spotykając się w tym czasie z Lenartowiczem i Norwidem. Na sierpień-wrzesień 1852 przypada powstanie szkicu, którego dopełnienie stanowi wiersz Do J.K. na pamiątkę Paryża. Drukiem wydał Widowiska Zenon Przesmycki w 1909 w Literaturze i Sztuce dodatku do Nowej Gazety.

## Treść
Widowiska w starożytnej Grecji dzielą się na publiczne i sceniczne. Publiczne nazywano igrzyskami. Najważniejsze były olimpijskie, pytyjskie, nemejskie i istmijskie. W odróżnieniu od igrzysk widowiska sceniczne były organizowane nie tylko dla zgromadzonych podczas święta, ale też dla uczczenia boga lub herosa. W starożytnym Rzymie z powodu potęgi państwa igrzyska rozrosły się do niebywałych rozmiarów. Dzieliły się na atletyczne, gladiatorskie i wyścigi. Zakończyły się zepsuciem smaku i męczeństwem chrześcijan na arenach. W Grecji przed zepsuciem smaku chroniły pojęcia o pięknie. Tragedia i dramat stanęły w obronie łagodności obyczajów. Rzymianie nie dorównali Grekom w widowiskach scenicznych. Wprowadzili na scenę jedynie pantomimę.
Gra sceniczna powstała ze śpiewów chórów i solowych występów bóstw albo bohaterów. Tespis pierwszy urządził rodzaj teatru na wozach. Śpiewaków przybrał w skóry kozie, na kształt satyrów. Od tragos (kozioł) wzięła się nazwa tragedii. Za Tespisa występował tylko jeden aktor. Ajschylos dodał drugiego, Sofokles – trzeciego. Tak monolog przekształcił się w dialog, a ten – w dramat. Pierwszym aktorem pierwotnego dramatu bywał sam poeta, co potem widać u Schillera czy Szekspira. Chór w tym dramacie grał rolę nauczyciela moralności. Schyłek obydwu typów widowisk nastąpił w podobnym czasie. Schyłkowe igrzyska, w których ginęli chrześcijanie doprowadziły do obumarcia starej religii i związanej z nią tragedii.
W VI wieku król Chlodwig sprowadził do Francji mimów. Później trubadurzy wystawiali przedstawienia jednego aktora ze śpiewem. Ich sztuka jednak upadła z powodu zbytniej pogoni za formą. Po nich pojawili się kuglarze, uprawiający rodzaj dźwięcznej gimnastyki. Dramat powstał z przedstawień organizowanych przez Bractwo Męki Pańskiej. Wystawiało ono misteria Męki Pańskiej, z której zrodziła się tragedia nowożytna. Komedia powstała z obyczajowych przedstawień Towarzystwa palestrantów parlamentu, studentów prawa. W odróżnieniu od tragedii, która przedstawiała ideał, komedia średniowieczna ukazywała jego realizację.